# Reinhold Gerling

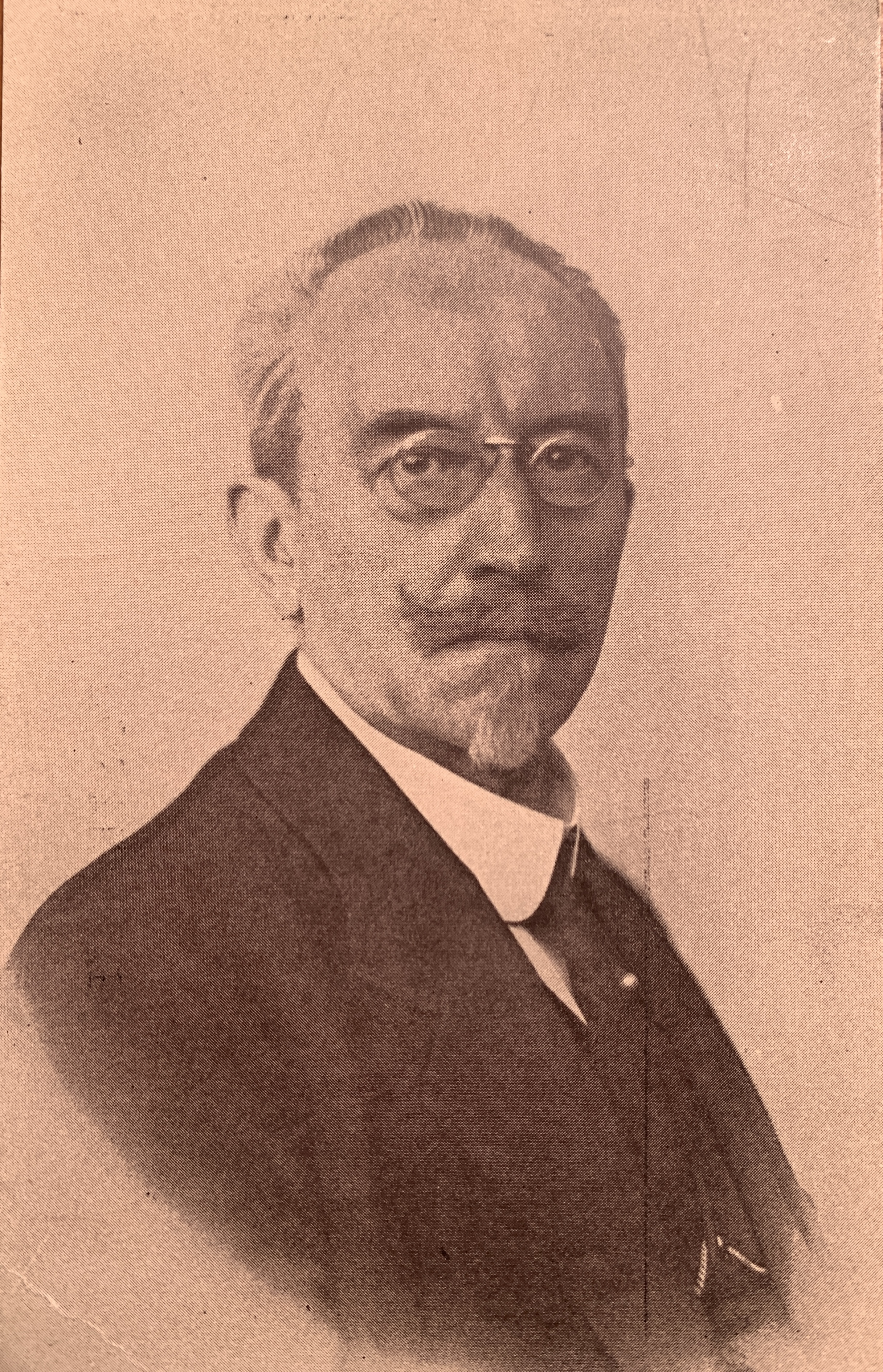
Letzte Originalaufnahme Reinhold Gerlings vom Juni 1930

Reinhold Robert Oskar Gerling (* 30. August 1863 in Posen; † 23. Juli 1930 in Oranienburg) war ein deutscher Schauspieler, Bühnenautor, Schriftsteller, Heilkundiger, Vorkämpfer für die Gleichstellung der Homosexualität, Volksredner und Gründer verschiedener Vereine für Körperpflege in Berlin.

## Leben und Wirken

### Frühes Leben als Schauspieler und Bühnenautor
Reinhold Gerling kam als jüngstes von 10 Kindern zur Welt. Schon als Jugendlicher hatte er einen ausgesprochen eigenen Willen und bezeichnete sich selbst in einer autobiographischen Abhandlung als „Rowdy“, der einer Schlägerei nicht auswich. Er besuchte das Posener Friedrich-Wilhelm Gymnasium und erhielt gute Noten, doch zog es ihn immer wieder fort zu Abenteuern. So riss er mit zwölf über mehrere Wochen von zuhause aus und versuchte die österreichische Grenze zu erreichen. Fünfzehnjährig brach er die Schule ab und begann eine Lehre bei der Firma Robert Schmidt & Co., einem Mode- und Manufakturwarengeschäft in Posen. Sein eigentliches Interesse galt jedoch dem Theater und der Schauspielerei. In der Freizeit lernte er nicht nur ganze Rollen, sondern komplette Theaterstücke auswendig und spielte in Liebhabertheatern mit. Nach einem Vorfall, wo man ihn der Vaterschaft eines Kindes beschuldigte, verließ er endgültig sein Elternhaus, um Schauspieler zu werden und schloss sich einer Theatertruppe an. Diese zog zunächst nach Lissa, dann nach Berlin. Schließlich fand er ein Engagement bei einer Truppe in Naumburg und in Eisleben und reüssierte mit der Rolle des Mortimer in Schillers Maria Stuart. Um sich sein Gehalt aufzubessern, arbeitete er nebenbei als Theatersekretär und konnte so die großen Rollen lange vor der Rollenverteilung erlernen und dadurch brillieren. In dem 1883 neueröffneten Theater in der Reichskrone zu Naumburg spielte er den Romeo in Shakespeares Romeo und Julia. Bald begann er Einakter zu dichten und Prologe zu schreiben, die bei Eröffnungsvorstellungen vorgetragen wurden. Zwischen 1883 und 1888 verfasste Gerling 33 Bühnenwerke, meistens Schwanke oder Lustspiele, die anschließend auf zahlreichen deutschen und europäischen Bühnen aufgeführt worden sind. Die Engagements führten ihn durch Deutschland und ins deutschsprachige Ausland, namentlich nach Bremen, Bern, Zürich, Brünn. Nach 1885 entstanden verschiedene Bühnenstücke, die ihre erfolgreiche Uraufführung meistens im Berliner Ostendtheater, dem späteren Rose-Theater, hatten. So Theodora, ein Drama in vier Akten, das von rund 50 Bühnen erworben wurde. Nach einem kurzen Zwischenspiel als Dramaturg in Weimar begann er im Verlag von Louis Selar von Stankoviks (1831–1902) zu arbeiten. Mit der Heirat 1889 gab er sein künstlerisches „Boheme-Dasein“ auf und tauschte dieses gegen ein „gut bürgerliches“ Leben. In dieser Zeit begann er sich neben dem Verfassen weiterer Bühnenwerke auch mit dem Okkultismus und mit spiritistischen Bewegungen auseinanderzusetzen sowie mit der Hypnose und der Psychologie.

### Leben als Schriftsteller und Vortragsredner
Eine schwere Erkrankung und die – seiner Meinung nach – falsche Behandlung durch Ärzte waren die Hauptgründe für Gerling sich von der klassischen Schulmedizin abzuwenden. In der Folge wurde er zu einem engagierten Verfechter der Naturheilkunde. Der Tod seines zweijährigen Sohns Alfred 1895, den Gerling auf eine Impfvergiftung zurückführte, führte ihn zu einem kritischen Studium nicht nur der Impffrage, sondern auch der Naturheilmethoden und der prophylaktischen Hygiene. Fortan bekämpfte er den allgemeinen Impfzwang und stellte sich an die Spitze der gesundheitlichen Reformbewegung, die im Deutschland des ausgehenden 19. Jahrhunderts aufkeimte. Er trat als Vorkämpfer für eine natürliche Heil- und Lebensweise hervor und warb für die Naturheilkunde. Später setzte er sich für die Hypnose als Heil- und Erziehungsmittel ein und gründete 1893 die Magnetische Gesellschaft in Berlin, die bis in die 1930er Jahre unter dem Namen Gesellschaft für Forschung und Aufklärung existierte.
Gerling wurde ein höchst produktiver Autor, der den Nerv der Zeit traf und Bücher und Ratgeber über unterschiedlichste Themen wie Hypnotismus, Willensschulung, Menschenkenntnis, Sexualpädagogik oder Nervosität veröffentlichte. Florian G. Mildenberger beschreibt Gerling in einem Essay als „populärwissenschaftlich äusserst aktiven Naturheilkundigen“ und erwähnt den „erfolgreichen Sammelband Praktische Naturheilkunde“, wo „Gerling Empfehlungen für gesundheitsfördernde Ernährung, Körperhaltung und Gymnastik mit sozialpolitischen Forderungen nach bezahlbaren Mieten und einer besseren Ausbildung in Schulen“ verband. Für Christiane Barz war Gerling einer, „dem kein Detail des Alltaglebens zu unbedeutend ist, als dass man es nicht mit ein paar praktischen Hinweisen gesünder, zweckmässiger und schöner machen könnte“. Horst Gruner und Wim Peeters unterstellen Gerling in einem Essay über die Nervosität, dass dieser seinen populärwissenschaftlichen Ratgeber Meine Nervosität: Wie sie entstand und wie ich sie heilte 1902 gewissermaßen als „kalkulierten Coup“ veröffentlichte. Sie analysieren, dass er „mit seinem Ratgeber, der im Titel auf eine persönliche Krankheitserfahrung Bezug nimmt, nicht nur eine thematische Nachfrage [bediente], sondern versuchte ein alternatives Hilfsangebot gegenüber den Publikationen von Ärzten und medizinischen Nervenspezialisten zu etablieren.“
1911 sorgte Gerling mit einem Beitrag über den „Odolzauber“ in der Neuen Heilkunst dafür, dass der Umsatz von Karl August Lingners Mundwasser Odol rückläufig wurde. Erst ein juristisches Verfahren und ein Vergleich regten Gerling dazu an, den Beitrag zurückzunehmen.
Gerling wurde Ende 1896 als Nachfolger von Adolf Damaschke zum Generalsekretär des „Deutschen Bundes der Vereine für naturgemässe Lebens- und Heilweise“ und übernahm die Redaktion der lebensreformerischen Zeitschrift Der Naturarzt. Später wurde er Herausgeber des Hygienischen Volkskalenders, der Neuen Heilkunst, des Menschenkenners und des naturkundlichen Kampfblattes Volksheil. Er gründete verschiedene Vereine für Körperpflege in Berlin und galt als „Führer der deutschen Naturheilkundebewegung“.
Der Orania-Verlag in Oranienburg bei Berlin wurde von ihm und Wilhelm Möller aufgebaut.
Neben seiner schriftlichen Tätigkeit hielt Gerling zudem zahlreiche allgemeinwissenschaftliche Vorträge – so bestritt er bis 1928 ca. 4500 Vorträge.

## Gerling und der frühe Kampf für die gesellschaftliche Legalisierung der Homosexualität
Die Rolle von Reinhold Gerling in Bezug auf die Legalisierung der Homosexualität in Deutschland ist nicht abschließend geklärt oder bewertet.
Erwin In het Panhuis meint, dass Magnus Hirschfeld Gerling mit der sich formierenden Homosexuellenbewegung bekannt machte und dass sich Gerlings Aufklärungsarbeit lediglich „neben seinen Vorträgen auf die Unterstützung der Petition zur Abschaffung des §175 RStrGB und auf die Veröffentlichung von Artikeln und mehreren Broschüren zur Homosexualität“ beschränkt. Unbestritten ist, dass sich Gerling und Hirschfeld kannten. Hirschfeld schrieb Artikel in der von Gerling redigierten Zeitschrift Der Naturarzt.
Sein Sohn Walter Gerling erzählt die Geschichte ganz anders: Gerling sei über seinen besten Freund auf die problematische Stellung der Homosexualität in der Gesellschaft gestoßen, weil dieser ständig eine Ampulle Zyankali mit sich getragen hätte, um sich jederzeit einer drohenden Strafverfolgung entziehen zu können. Nach dem Freitod des Freundes hätte Gerling eine Kampfschrift für eine gerechtere Auffassung der Frage und eine Abänderung des §175 RStrGB verfasst. Diese sei beschlagnahmt und der Autor angeklagt worden. Schließlich sei er 1889 von der Strafkammer des Landgerichts Berlin unter dem Vorsitz von Robert Georg Brausewetter zu einer Geldstrafe verurteilt worden. Später wäre es Gerling gewesen, der bereits 1893 bei einem Zusammentreffen in Kassel bei seinem befreundeten Arzt Magnus Hirschfeld Interesse für die Frage hätte wecken können.
Welche Version der Geschichte wirklich stimmt, wird man kaum herausfinden.
Auffällig ist die Tatsache, jedenfalls laut Jens Dobler, dass Gerling im Gesamtwerk von Hirschfeld keine Erwähnung findet. Die Frage ist berechtigt, ob Hirschfeld in Gerling einen Konkurrenten sah. Friedrich Radszuweit, ein früher Homosexuellen-Aktivist, Unternehmer, Verleger und Autor, bewertet in einem Nachruf Gerling als den „eigentliche[n] Schöpfer der homosexuellen Bewegung“. Weiter schreibt er „war er es doch, der lange vor Dr. Hirschfeld Vorträge hielt und Broschüren über das homosexuelle Problem in einfacher volkstümlicher und verständlicher Form herausgab und dadurch den Weg für den späteren Befreiungskampf ebnen half. Reinhold Gerling war der Mann, der Dr. Hirschfeld veranlasst hat, vom medizinischen Standpunkt aus, Aufklärung ins Volk zu tragen und er war es auch, der die erste Organisation ins Leben rief.“ Gerling selber jedenfalls hatte keinerlei Berührungsängste mit Hirschfelds Wissenschaftlich-humanitärem Komitee (WhK) und hatte 1903 nachweislich Kontakt, als er sich Anfang des Jahres anerbot, Flugblätter auf seinen zahlreichen Vorträgen auszulegen. Anerkennend hielt das Komitee Ende 1903 wiederum fest, dass Gerling „Vorträge über die Homosexualität in Wiesbaden am 22. Oktober, in Bremen am 13. November und in Stralsund am 19. November [hielt], die sämtlich sehr stark besucht waren und lebhaften Beifall fanden.“ Die Vorträge hatten zum Teil jeweils über 1000 Zuhörer und Zuhörinnen. 1906 berichtet Helene Schützel, Herausgeberin des Nachrichtenblattes der Gesellschaft für hygienische Aufklärung, von einem Vortrag Anfang 1904 in Dresden mit 1300 Menschen.
Es scheint, als hätten Gerling und seine Mitstreiter parallel zu Hirschfeld ein eigenes Komitee mit aufklärerischem Ziel gegründet. So weist Manfred Herzer ein „Comité“ nach, das zeitgleich zu Hirschfelds Wissenschaftlich-humanitärem Komitee existierte und bei dem es über die Magnetische Gesellschaft engen Kontakt zu Gerling gab. Gerlings Vorträge wurden nicht nur zahlreich besucht, sie veranlassten auch das Coming-out von Homosexuellen. So erwähnt dahingehend Erwin In het Panhuis einen Brief eines homosexuellen Arbeiters, bei dem er vermutet, dass es sich um Theodor Widdig handeln könnte. In diesem Brief wird von einem Vortrag über Homosexualität, den Gerling bereits 1902 in Köln gehalten hatte, berichtet. Am 24. Dezember 1902 nahm Gerling den Tod von Friedrich Alfred Krupp zum Anlass, ein Heft unter dem Pseudonym "Dr. A. Sper" zu verfassen. Darin referiert er über die Geschichte der Homosexualität, geht auf Krupp und seine Aufenthalte auf Capri ein, aber benutzt den Anlass, um eingehend den §175 RStrGB zu verurteilen. 1903 gründete Gerling zusammen mit Wilhelm Möller die Zeitschrift Das Geschlecht, ein Medium, das Aufklärung über alle Fragen des Geschlechtslebens bringen sollte, eigentlich aber hauptsächlich homosexuelle Themen beinhaltete. Die Zeitschrift, von der lediglich zwei Jahrgänge bekannt sind, kann als eine ganz frühe Schwulenzeitschrift angesehen werden. Heute ist sie fast völlig vergessen. Der erste Jahrgang wurde fast gänzlich beschlagnahmt. Ein weiterer Nachruf in der Berliner Schwulenzeitschrift Die Freundschaft bestätigt die führende Rolle, die Gerling in der frühen Zeit der Aufklärung über Homosexualität in Deutschland hatte: „[…] Was uns Reinhold Gerling aber vor allem lieb und teuer macht, ist sein Kampf für die Befreiung der Homosexuellen von dem schmachvollen Strafgesetz und der gesellschaftlichen Ächtung. War er doch der Erste, der den Mut aufbrachte, in öffentlichen Vorträgen die Beseitigung des §175 zu fordern und seine Hörer über das Wesen der Homosexualität aufzuklären […]“. Jens Dobler vermisst die Anerkennung von Reinhold Gerlings Schaffen mittels Straßenbenennung oder Gründung einer Gesellschaft. Er schreibt „Ein Reinhold-Gerling-Ufer oder wenigstens eine Reinhold-Gerling-Gesellschaft scheint in weiter Ferne“. Walter Gerling schreibt über seinen Vater „Lange bevor es ein „Wissenschaftlich Humanitäres Komitee“ gab, ist er als Erster für die zu Unrecht verfemten Homosexuellen eingetreten und wagte es, in Wort und Schrift eine Revision des mittelalterlich anmutenden §175 zu fordern“.

## Familie
1889 heiratete Reinhold Gerling in Schneidemühl Elise Koslowsky (1868–1945), die Tochter des dortigen Hotel- und Theaterbesitzers Johann Heinrich August Koslowsky. Er übernahm dort kurzzeitig die Stelle des Theaterleiters. Ab März 1899 wohnten sie in Oranienburg bei Berlin an der Germendorfer Allee 37. Sie hatten zusammen 4 Kinder: Else (1890–1962), Walter (1891–1946), Alfred (1893–1895) und Irene (* 1896). 1928 zogen sie nach Berlin-Pankow an die Berliner Straße 104, wo er im Sommer 1930 verstarb. Am 28. Juli 1930 wurde er auf dem III. Pankower Gemeindefriedhof beerdigt.

## Werke Schauspiel (Auswahl)
- Eine Judith. Causerie in einem Akt. Berlin 1883. 86 (Zipf) Dilettanten-Mappe, hrsg. von Friedrich Zipf, Nr. 15 (18 S.)
- Im hohen Norden. Scene v. d. Nordseeinseln. Nach einer Erzählung von H. Richler. Dilettanten-Mappe, hrsg. von Friedrich Zipf, Nr. 14 (12 S.)
- Auf Kanonen. Schwank in einem Aufzug. Dilettanten-Mappe, hrsg. von Friedrich Zipf, Nr. 38 (23 S.)
- Dichterlinge. Schwank. 1885
- Der Alabasterherzog. Lustspiel. Leipzig 1885
- Die Byzantiner. 1885
- Theodora. Drama in 4 Akten. Berlin, Hodeck, 1885 (60 S.)
- Bei Hofe. Lustspiel. Leipzig 1886
- Am 2. März. Schwank 1886
- Die sterbende Nation. Schauspiel 1887
- Herzenskrisen. 1888
- Sieben Todsünden. Leipzig. Lustspiel 1888
- ´s Christkind. 1888
- Sataniel. Leipzig 1888
- Boulanger. Schwank in einem Akt. Berlin 1887.88. Dilettanten-Mappe, hrsg. von Friedrich Zipf, Nr. 37 (32 S.)
- Ketten. 1890
- Eine Heroine. 1891
- Theatralia. 1893
- Er ist bekehrt. Schwank in einem Aufzug. Oranienburg bei Berlin, Wilhelm Möller, 1896 (24 S.), 1903 in: Möllers Bibliothek für Gesundheitspflege und Volksaufklärung, Hauswirtschaft, Unterhaltung, Heft 20 (29 S.)
- Auf der Brautschau. Schwank in einem Aufzug, in: Möllers Bibliothek für Gesundheitspflege und Volksaufklärung, Hauswirtschaft, Unterhaltung, Heft 19. Oranienburg bei Berlin, Wilhelm Möller 1903 (37 S.)
- Das Modell der Hygieia. Scenische Plauderei in einem Aufzug, in: Möllers Bibliothek für Gesundheitspflege und Volksaufklärung, Hauswirtschaft, Unterhaltung, Heft 20. Oranienburg bei Berlin, Wilhelm Möller 1903 (26 S.)
- Er beißt! Posse in einem Akt, in: Möllers Bibliothek für Gesundheitspflege und Volksaufklärung, Hauswirtschaft, Unterhaltung, Heft 21. Oranienburg bei Berlin, Wilhelm Möller 1903 (36 S.)

## Schauspieler (Auswahl)
- Mortimer in Maria Stuart
- Romeo in Romeo und Julia

## Operntext (Auswahl)
- Bei Hofe, Musik: Serly Lajos

## Werke Ratgeberliteratur (Auswahl)
- Der Lebens-Magnetismus als Heilkraft der Zukunft: Theorie und Praxis des Lebens-Magnetismus "(Mesmerismus)". Reinhold Gerling/Alfred Schulz. Berlin, Commissionsverlag von Karl Siegismund 1893
- Umsturz in der Medizin: Ein Weckruf für das deutsche Volk und die Volksvertreter. Die Schulmedizin. Berlin, Commissionsverlag von Karl Siegismund 1893, später 1895
- Der Praktische Hypnotiseur. Kurzgefasste volksverständliche Anleitung zum Hypnotisieren sowie zur Erteilung von Suggestionen zu Heil- u. Erziehungszwecken. Oranienburg bei Berlin, Wilhelm Möller 1896 (77 S.), 1898 (81 S.), 1902, 1904 (79 S.), 1905 (86 S.), 1920, 1922 (82 S.), 1929 - Nachdruck: Edition Geheimes Wissen 2012, ISBN 978-3-902792-86-0, Sarastro 2012, ISBN 978-3-943233-65-0.
- Handbuch der hypnotischen Suggestion für Ärzte, Praktiker und Erzieher. Die Anwendung des Lebensmagnetismus (Mesmerismus) und die magnetischen Erscheinungen. Mit Beiträgen von E. Bartsch und Walter Rose ab der 2. Auflage mit dem Titel Handbuch der hypnotischen Suggestion: Anleitung zur Erteilung von Heil- und Erziehungs-Suggestionen aus der Praxis für die Praxis. Berlin, H. Stange 1897, Leipzig, Arwed Strauch 1899/2 (209 S.), 1919 (266 S.), 1922 (230 S.), 1925 - Nachdruck: fachbuchverlag-dresden 2018, ISBN 3-96169-072-3
- Sofortige Schmerzstillung durch Handgriffe insbesondere bei Atemnot, Aufstossen, Brechreiz (…) zur Erlernung für Jedermann. Gemeinverständlich Beschrieben und durch 9 Abbildungen erläutert. Oranienburg bei Berlin, Wilhelm Möller 1898 (32 S.), 1906 (30 S.)
- Die Zeitkrankheit "Neurasthenie" (Nervosität) und die Behandlung der Nervösen. Oranienburg bei Berlin, Wilhelm Moeller 1899 (23 S.)
- Ärztliche Ehrengerichte und ihre Gefahren für Kranke und Gesunde. 1899
- Die verkehrte Geschlechts-Empfindung und das dritte Geschlecht: eine gemeinverständliche Darstellung. Oranienburg bei Berlin, Wilhelm Möller 1900 (53 S.)
- Die Geheimwissenschaften und die Wunder des Okkultismus (Magie, Spiritismus, Somnambulismus, Fakirkünste). Nach einem Vortrag. Oranienburg bei Berlin, Orania-Verlag ca. 1900, 1910 (29 S.)
- Wie entstand und wie heile ich meine Nervosität. Oranienburg, Orania-Verlag 1901 (35 S.)
- Was muss der Mann vor der Ehe von der Ehe wissen? Oranienburg, Orania-Verlag 1901 (75 S.), 1903 (91 S.), 1904 (95 S.), 1906 (108 S.), 1908 (108 S.), 1919
- Wahre und falsche Heilkunde und die Brandenburgische Ärztekammer. 1901
- Zehn Hypnotische Unterrichts-Briefe zur Einführung in den Hypnotismus, nebst Anleitung zur Abhaltung eines Experimental-Vortrages über Hypnotismus und Suggestion für jedermann. Oranienburg bei Berlin, Orania-Verlag 1902 (69 S.), 1906 (94 S.)
- Kleines medizinisch-hygienisches Wörterbuch / zusammengestellt Reinhold Gerling und Hans Rau. Oranienburg bei Berlin, Wilhelm Möller 1902 (43 S.)
- Im Ringe der Venus: (a) Die verkehrte Geschlechtsempfindung; (b) Untiefen im Geschlechtsleben. Oranienburg bei Berlin, Orania-Verlag 1902 (52 S.)
- Meine Nervosität, wie sie entstand und wie ich sie heilte: ein neuer Weg zur dauernden Heilung krankhafter nervöser Zustände, besonders der sexuellen Neurasthenie. Oranienburg bei Berlin, Orania-Verlag 1902, 1905 (48 S.), 1915
- Wie erziehen wir nervöse und erblich belastete Kinder? Ein Buch für Väter und Mütter. Oranienburg bei Berlin, Orania-Verlag 1902, 1903 (104 S.)
- Wen darf ich heiraten? in: Möllers Bibliothek für Gesundheitspflege und Volksaufklärung, Hauswirtschaft, Unterhaltung, Heft 1. Oranienburg bei Berlin, Wilhelm Möller 1903 (25 S.)
- Das Liebesleben berühmter Uranier. Berlin-Charlottenburg, Verlag Hermann Barsdorf 1903
- Hans Rau [d. i. Reinhold Gerling], Liebesfreiheit. Oranienburg bei Berlin, Orania-Verlag 1903
- Dr. A. Sper [d. i. Reinhold Gerling], Capri und die Homosexuellen. Eine psychologische Studie. Oranienburg bei Berlin, Orania-Verlag 1902, 1903
- Dr. A. Sper [d. i. Reinhold Gerling], Elisabeth Bathory, die „Blutgräfin“ und verwandte Erscheinungen. Berlin, Berliner Zeitschriften-Vertrieb 1904
- Dr. A. Sper [d. i. Reinhold Gerling], Berühmte Giftmischerinnen. Berlin, Verlag für moderne Literatur, 1904
- Dr. A. Sper [d. i. Reinhold Gerling], Lustmörder der Neuzeit. Berlin, Berliner Zeitschriften-Vertrieb 1904
- Dr. A. Sper [d. i. Reinhold Gerling], Der Marquis de Sade und der Sadismus. Berlin 1904
- Mecklenburgs Sagenschatz. Für Erwachsene und die reifere Jugend. Oranienburg bei Berlin, Orania-Verlag Wilhelm Möller 1904 (183 S.)
- Freie Liebe oder Bürgerliche Ehe? Oranienburg bei Berlin, Orania-Verlag 1904 (30 S.), 1907 (30 S.)
- Das dritte Geschlecht und die Enterbten des Liebesglücks: eine gemeinverständliche Darstellung. Oranienburg bei Berlin, Wilhelm Möller 1904 (52 S.)
- Das Versehen der Frauen und die vorgeburtliche Erziehung. Oranienburg bei Berlin, Orania-Verlag 1904 (27 S.)
- Das goldene Buch des Weibes - Zehn Kapitel aus dem intimsten Leben der Frau. Berlin, Verlag von Wilhelm Pilz 1905
- Der vollendete Mensch. 1905
- Die der Liebe Glück nicht kennen. Oranienburg bei Berlin, Orania-Verlag 1905, 1906 (49 S.)
- Die Gymnastik des Willens. Praktische Anleitung zur Erhöhung der Energie und Selbstbeherrschung, Kräftigung von Gedächtnis und Arbeitslust durch Stärkung der Willenskraft ohne fremde Hilfe. Oranienburg bei Berlin, Wilhelm Möller 1905 (228 S.), 1906 (216 S.), 1918 (207 S.), 1919, 1920 (191 S.) - Nachdruck: Edition Geheimes Wissen, 2012, ISBN 978-3-902792-87-7
- Die naturgemässe Bandwurm-Kur und die Parasiten im und am menschlichen Körper. Oranienburg bei Berlin, Wilhelm Möller, 1906 (24 S.)
- Junggesellen-Steuer. Oranienburg bei Berlin, Orania-Verlag 1907 (30 S.)
- Was muss der Mann vom Weibe wissen? Oranienburg bei Berlin, Orania-Verlag 1908 (27 S.)
- Kraft, Gesundheit, Jugendblüte! : Wie gewinnt und wie erhält man sie? Ein Handbuch der Schönheitspflege. (Reinhold Gerling und G. Wendler). Leipzig, Verlag Max Schmitz o. J.
- Reform-Ehe oder Ehe-Reform? Oranienburg bei Berlin, Orania-Verlag, [nach 1909] (30 S.), 1919, 1924 (30 S.)
- Knabe oder Mädchen? : die Entstehung der Geschlechter im Lichte wissenschaftlicher Forschung. Oranienburg bei Berlin, Orania-Verlag, 1911? (29 S.)
- Praktische Menschenkenntnis. Ein Lehrbuch zum Studium menschlicher Charaktere, der Anlagen, Neigungen und Fähigkeiten und ihre Erkenntnis aus äußeren Merkmalen. Mit Beiträgen von Hans Freimark, E. Kampmann, Carl Noghe und teilweiser Benutzung älterer Arbeiten von K.H. Schmidt, Dr. Struve und Dr. Combe. Oranienburg bei Berlin, Orania-Verlag 1911 (496 S.), 1920
- Die Kunst der Konzentration. Ein Kursus in 12 Unterrichtsbriefen für Geistesarbeiter, Studierende, Beamte, Kaufleute, für Zerstreute, Nervöse, Gedächtnisschwache. 12 Briefe im Schuber. Prien am Chiemsee, Anthropos-Verlag 1912, 1927 (13. Auflage), 1935 - Nachdruck: Rudolph'sche Verlagsbuchhandlung Lindau 1965
- Spiritisten ohne Geist. Berlin, Dr. P. Langenscheidt Verlag 1912
- Warum das Weib am Manne leidet und der Mann am Weibe. Berlin, Anthropos-Verlag 1912 (145 S.), 1920/20 (79 S.)
- Hypnotische Unterrichtsbriefe zur Einführung in die Praxis des Hypnotismus: nebst Anleitung zur Abhaltung eines Experimental-Vortrages über Hypnose u. Suggestion. Oranienburg bei Berlin, Orania-Verlag, [1913] (145 S.), 1914, 1921 (10. Auflage)
- Was beim Mann so hässlich ist - Lose Blätter aus dem Tagebuche einer Frau. Oranienburg bei Berlin, Orania-Verlag 1913
- Aufwärts zu hoher Lebensstellung. Eine Gedächtnislehre einfachster Art, zugleich eine Anleitung zur Entwicklung der Persönlichkeit für Menschen eigener Kraft. Oranienburg bei Berlin, Wilhelm Möller, o. J. (um 1913)
- Erziehung zur Ehe. Was junge Mädchen von der Ehe wissen müssen; ein Buch für Mädchen, Bräute und junge Frauen. Oranienburg bei Berlin, Orania-Verlag [ca. 1915], 1924 (142 S.)
- Körper- und Schönheitspflege. Berlin-Schöneberg, Peter J. Oestergaard 1915
- Russische Grausamkeit in Kriegführung, Sitten-, Familien- und Rechtsleben. Oranienburg bei Berlin Orania-Verlag 1915 (80 S.)
- Wie kommt man zu Vermögen nach dem Kriege? Neue Erwerbsgelegenheiten im Haupt- und Nebenberuf. Oranienburg bei Berlin, Orania-Verlag 1916 (64 S.)
- Das Vorwärtskommen nach dem Kriege. Praktische Ratschläge für Leute, die nach dem Kriege hochkommen wollen. Oranienburg bei Berlin, Orania-Verlag, o. J. (1915?)/2 - Nachdruck: Pranava Books 2020
- Mädchen, die man nicht heiraten soll: Warnungen und Winke. Oranienburg bei Berlin, Orania Verlag 1917, 1926
- Der Weltkrieg 1914/15 im Lichte der Prophezeiung: Englands Schicksal, Russland und der Romanow. Oranienburg bei Berlin, Orania-Verlag 1918 (61 S.)
- Der Spiritismus und seine Phänomene. Oranienburg bei Berlin, Orania-Verlag 1919, 1923 (139 S.)
- Das goldene Buch der Ehe. Ein Berater in bangen und glücklichen Stunden, ein Führer durch den Irrgarten der Liebe und Ehe. Siegmar-Chemnitz, Otto Uhlmann Das Wissen dem Volke 1919, 1923 - Nachdruck: Pranava Books 2020
- Knaben oder Mädchen nach dem Willen der Eltern. Oranienburg bei Berlin, Orania-Verlag um 1919 (31 S.)
- Wenn Ihr ins Leben tretet. Oranienburg bei Berlin, Orania-Verlag 1919 (127 S.)
- Weibstolle Männer, mannstolle Weiber: Satyriasis, Nymphomanie und sexuelle Hyperästhesie; ein Beitrag zur richtigen Beurteilung unverständlicher Zustände. Oranienburg bei Berlin, Orania-Verlag 1919 (71 S.), 1921 (79 S.)
- Praxis der Redekunst und die Ausbildung zum Volksredner. Oranienburg bei Berlin, Orania-Verlag 1919, 1920
- Der Geschlechtsverkehr der Ledigen. Oranienburg bei Berlin, Orania-Verlag 1920 (159 S.), 1928 (115 S.)
- Diskrete Antworten auf vertrauliche Fragen: Ein Buch in 20 Kapiteln für ernste Menschen. Oranienburg bei Berlin, Orania-Verlag 1920 (232 S.), 1928
- Neue Wege zur Selbständigkeit. Vorwärtskommen mit geringen Mitteln. Oranienburg bei Berlin, Orania-Verlag um 1920
- Den Mann nimm nicht! Männer, die man nicht heiraten soll. Warnungen und Winke für Mädchen. Oranienburg bei Berlin, 1920
- Du sollst Mann sein! Ein Buch des Lebens und der Liebe. Ein Führer durch Sturm und Drang, durch Liebe, Ehe und Gattungsleben. Oranienburg bei Berlin, Orania-Verlag , ca. 1920
- Der Menschenkenner. Alphabetisches Taschenlexikon der Charakterologie. Prien am Chiemsee, Anthropos 1920/4
- Tatmensch: eine Lebensberatung zu kraftvoller erfolgreicher Lebensgestaltung. Prien am Chiemsee, Anthropos-Verlag 1921 (271 S.) 8 Hefte mit Mappe und Kartonschuber
- Menschenkenntnis: ein Lehrgang in 15 Briefen zum Selbstunterricht. Oranienburg bei Berlin, Orania-Verlag 1921, 1925 Bd. 2
- 24 Stunden richtig leben. Prien am Chiemsee, Anthropos-Verlag 1921 (31 S.)
- Geisteskartei. Prien am Chiemsee, Anthropos-Verlag 1921. (Um der Reizüberflutung des modernen Lebens Herr zu werden, schlägt der Verfasser vor, eine Kartothek anzulegen, in der auf Karteikarten wichtige Eindrücke und Erlebnisse eines Tages oder einer Woche festgehalten werden. Die Karten werden nach bestimmten Kriterien angeordnet).
- Zwangsvorstellungen und Angstzustände bei Nervösen. Prien am Chiemsee, Anthropos-Verlag 1922
- Dein Verhältnis zu dir. Ein Tages- und Lebensprogramm. Oranienburg bei Berlin, Orania-Verlag 1922 (29 S.)
- Der vollendete Mensch und das Ideal der Persönlichkeit. Die Kunst harmonische Leibesbildung, gesunden Organismus, sympathisches Äusseres und körperliche Kraft zu entwickeln und zu erhalten. Oranienburg bei Berlin, Orania-Verlag 1922 (185 S.)
- Freie Liebe oder bürgerliche Ehe? Oranienburg bei Berlin, Orania-Verlag 1922 (36 S.)
- (unter dem Pseudonym Kurt Rado): Seelische Hemmungen. Wege zu ihrer Überwindung. Niels Kampmann-Verlag, Kampen Sylt, 1922. (Ablehnung psychoanalytischer Verfahren. Es gilt, nicht die verschiedenen Arten der Zwangserscheinungen zu bekämpfen, sondern die sie auslösende Angst).
- Das Liebes- und Geschlechtsleben des Menschen. Oranienburg bei Berlin, Orania-Verlag, 1924 (131 S.) , 1928 (120 S.)
- Knaben oder Mädchen nach dem Willen der Eltern. Die Entstehung der Geschlechter im Lichte wissenschaftlicher Forschung und praktischer Erfahrung. Oranienburg bei Berlin, Orania-Verlag 1924 (32 S.)
- Herzneurosen, ihre Entstehung und Heilung. Oranienburg bei Berlin, Orania-Verlag 1924 (25 S.)
- Die wahren Ursachen der Nervosität (Neurasthenie) und deren dauernde Heilung. Oranienburg bei Berlin, Orania-Verlag 1925 (40 S.)
- Amboss oder Hammer? Wunder des Willens. Ein Brevier moderner Lebenskunst zur Entwicklung der Persönlichkeit und zur Selbstbehauptung. Siegmar-Chemnitz, Otto Uhlmann Verlag Das Wissen dem Volke 1925
- Das Rotorschiff. Verlag für Kunst und Wissenschaft 1925
- Bub oder Mädel nach Wunsch. Spremberg (Lausitz), Rita-Verlag 1926
- Praktische Menschenkenntnis. Ein Lehrgang zum Selbststudium. Der Weg zur Ergründung der Veranlagung und des Charakters durch Physiognomik, Gehirn- und Schädellehre, Handformenkunde und Graphologie unter Berücksichtigung neuester Forschungsergebnisse und Erfahrungen allgemeinverständlich dargestellt. Berlin / Leipzig Deutsches Verlagshaus Bong & Co. 1930 (582 S.)
- Angst. Zwangserscheinungen und Angstzustände bei Nervösen. Niels Kampmann Verlag, Kampen auf Sylt 1934
- Der Heilmagnetismus (Vital-Elektrizität). Wie lerne ich magnetisieren. Eine volksverständliche Anleitung für jedermann. Adolf Klein/Reinhold Gerling. Oranienburg bei Berlin, Orania-Verlag o. J. - Nachdruck: Edition Geheimes Wissen 2015, ISBN 978-3-903045-37-8
- Kurze Anleitung zum Hypnotisieren – Fremd- und Selbsthypnose für Heilung und Erziehung. Nachdruck: Leipzig, J. Bohmeier 2009, ISBN 978-3-89094-600-9
- Mit 10 Fingern gegen 100 Schmerzzustände. - Nachdruck: Schäffern, Arcturus Verlag 2019, ISBN 978-3-903060-87-6

## Zeitschriften (Schriftleiter)
- Hygienischer Volkskalender für das Jahr 1900. Herausgegeben vom Deutschen Bunde der Vereine für Gesundheitspflege und für arzneilose Heilweise. Oranienburg bei Berlin, Wilhelm Möller 190
- Die neue Heilkunst - Volkstümliche Halbmonatsschrift für naturgemässe Gesundheitspflege, soziale Hygiene, Magnetismus, Suggestion, Hypnotismus und Seelenkunde. Oranienburg bei Berlin, Wilhelm Möller. Fünfzehnter Jahrgang von 8. Januar 1903 - 8. Dezember 1903
- Das Geschlecht. Aufklärung über alle Fragen des Geschlechtslebens (Beilage zur Zeitschrift „Neue Heilkunst“).
- Der Naturarzt. Zeitschrift des Deutschen Bundes der Vereine für naturgemässe Lebens - und Heilweise (Naturheilkunde). Beilagen: Für unsere Frauen. Psychiatrische Rundschau  Berlin: Bundesvorstand der Vereine für naturgemässe Lebens - und Heilweise e. V.
- Der Menschenkenner

## Nachrufe
- Friedrich Radszuweit: in memoriam Reinhold Gerling, in: Das Freundschaftsblatt, 8. Jg., 7. August 1930, Nr. 32
- Reinhold Gerling †, in: Die Freundschaft, 1930, Nr. 9, S. 137
- Reinhold Gerling †, in: Volksheil, 7. Jg.,1. August 1930, Nr. 31
- Reinhold Gerling †, in: Der Mentor, 4. Jg., August 1930, Nr. 8
- Reinhold Gerling †, in: Der Frauenhort, 1930, Nr. 8
- Reinhold Gerling †, in: Medizinalpolitische Rundschau, 23. Jg., Juli 1930, Nr. 7
- Reinhold Gerling †, in: Der Impfzwanggegner, 4. Jg., September 1930, Nr. 9
- Reinhold Gerling †, in: Biologische Heilkunst, 11. Jg., 9. August 1930, Nr. 31
- Reinhold Gerling †, in: Der Volksarzt, 15. August 1930, Nr. 8

## Ausstellung
- Potsdam 2015, Haus der Brandenburgisch-Preussischen Geschichte. EINFACH. NATÜRLICH. LEBEN. Lebensreform in Brandenburg 1890–1939, 10. Juli 2015 bis 22. November 2015.[32]